# Arberella lancifolia
Arberella lancifolia är en gräsart som beskrevs av Thomas Robert Soderstrom och Fernando Omar Zuloaga. Arberella lancifolia ingår i släktet Arberella och familjen gräs.
Artens utbredningsområde är Panamá. Inga underarter finns listade i Catalogue of Life.